# Saint-Denis-de-Cabanne
Saint-Denis-de-Cabanne és un municipi francès situat al departament del Loira i a la regió d'Alvèrnia-Roine-Alps. L'any 2007 tenia 1.292 habitants.

## Demografia

### Població
El 2007 la població de fet de Saint-Denis-de-Cabanne era de 1.292 persones. Hi havia 542 famílies de les quals 158 eren unipersonals (79 homes vivint sols i 79 dones vivint soles), 182 parelles sense fills, 170 parelles amb fills i 32 famílies monoparentals amb fills.
La població ha evolucionat segons el següent gràfic:
Habitants censats

### Habitatges
El 2007 hi havia 647 habitatges, 547 eren l'habitatge principal de la família, 31 eren segones residències i 69 estaven desocupats. 467 eren cases i 173 eren apartaments. Dels 547 habitatges principals, 347 estaven ocupats pels seus propietaris, 192 estaven llogats i ocupats pels llogaters i 8 estaven cedits a títol gratuït; 5 tenien una cambra, 34 en tenien dues, 83 en tenien tres, 148 en tenien quatre i 277 en tenien cinc o més. 397 habitatges disposaven pel capbaix d'una plaça de pàrquing. A 262 habitatges hi havia un automòbil i a 227 n'hi havia dos o més.

### Piràmide de població
La piràmide de població per edats i sexe el 2009 era:
| Homes | Edats   | Dones |
| ----- | ------- | ----- |
| 0     | 95 o +  | 4     |
| 8     | 90 a 94 | 0     |
| 4     | 85 a 89 | 24    |
| 12    | 80 a 84 | 8     |
| 24    | 75 a 79 | 24    |
| 28    | 70 a 74 | 36    |
| 32    | 65 a 69 | 44    |
| 40    | 60 a 64 | 56    |
| 20    | 55 a 59 | 32    |
| 64    | 50 a 54 | 44    |
| 56    | 45 a 49 | 80    |
| 56    | 40 a 44 | 36    |
| 28    | 35 a 39 | 28    |
| 32    | 30 a 34 | 48    |
| 20    | 25 a 29 | 40    |
| 44    | 20 a 24 | 32    |
| 40    | 15 a 19 | 60    |
| 48    | 10 a 14 | 28    |
| 40    | 5 a 9   | 36    |
| 32    | 0 a 4   | 16    |

## Economia
El 2007 la població en edat de treballar era de 795 persones, 588 eren actives i 207 eren inactives. De les 588 persones actives 527 estaven ocupades (300 homes i 227 dones) i 63 estaven aturades (27 homes i 36 dones). De les 207 persones inactives 71 estaven jubilades, 59 estaven estudiant i 77 estaven classificades com a «altres inactius».

### Ingressos
El 2009 a Saint-Denis-de-Cabanne hi havia 568 unitats fiscals que integraven 1.334,5 persones, la mediana anual d'ingressos fiscals per persona era de 16.694 €.

### Activitats econòmiques
Dels 52 establiments que hi havia el 2007, 1 era d'una empresa alimentària, 2 d'empreses de fabricació de material elèctric, 5 d'empreses de fabricació d'altres productes industrials, 10 d'empreses de construcció, 15 d'empreses de comerç i reparació d'automòbils, 5 d'empreses de transport, 3 d'empreses d'hostatgeria i restauració, 1 d'una empresa financera, 3 d'empreses immobiliàries, 4 d'empreses de serveis i 3 d'empreses classificades com a «altres activitats de serveis».
Dels 19 establiments de servei als particulars que hi havia el 2009, 1 era una oficina de correu, 2 tallers de reparació d'automòbils i de material agrícola, 1 taller d'inspecció tècnica de vehicles, 1 paleta, 3 guixaires pintors, 5 lampisteries, 1 empresa de construcció, 3 perruqueries i 2 restaurants.
Dels 7 establiments comercials que hi havia el 2009, 1 era una botiga de menys de 120 m², 1 una fleca, 2 carnisseries, 1 una llibreria, 1 una perfumeria i 1 una joieria.
L'any 2000 a Saint-Denis-de-Cabanne hi havia 17 explotacions agrícoles que ocupaven un total de 390 hectàrees.

## Equipaments sanitaris i escolars
L'únic equipament sanitari que hi havia el 2009 era una farmàcia.
El 2009 hi havia 2 escoles elementals.

## Poblacions més properes
El següent diagrama mostra les poblacions més properes.